# Fabian Virchow
Fabian Virchow (* 1960 in Heiligenhafen) ist ein deutscher Sozialwissenschaftler.

## Werdegang
Virchow studierte Soziologie mit den Schwerpunkten Politikwissenschaft, Volkswirtschaftslehre und Wirtschafts- und Sozialgeschichte an der Universität Hamburg (Diplom-Soziologe). 2005 wurde er gefördert durch die Hans-Böckler-Stiftung bei Hajo Funke und Wolfgang Wippermann an der Freien Universität Berlin mit einer Arbeit über die geo- und militärpolitischen Konzeptionen der extremen Rechten zum Dr. rer. pol. promoviert.
Danach war er Lehrbeauftragter an der Fachhochschule Kiel, der Universität Lüneburg und der Philipps-Universität Marburg sowie Gastdozent an der Universität Salzburg. 2006/07 vertrat er eine Professur am Zentrum für Konfliktforschung der Philipps-Universität Marburg, wo er bis heute Mitglied ist. Von 2007 bis 2010 war er verantwortlicher Redakteur der Zeitschrift Wissenschaft und Frieden. Im März 2010 erhielt er den Ruf auf die Professur für Politikwissenschaften an der Fachhochschule Düsseldorf (Theorien der Gesellschaft und politischen Handelns). Zudem übernahm er die Leitung des dortigen Forschungsschwerpunkt Rechtsextremismus/Neonazismus (FORENA). Zu Virchows Forschungsschwerpunkten gehören die Bereiche Kulturforschung, Kommunikation, Internationale Beziehungen, Militärsoziologie, soziale Bewegungen und Rechtsextremismus.
Er ist Mitglied der Deutschen Gesellschaft für Soziologie, der Deutschen Vereinigung für Politische Wissenschaft, der Deutschen Gesellschaft für Publizistik- und Kommunikationswissenschaft und der Arbeitsgemeinschaft Friedens- und Konfliktforschung.
Virchow ist Mitherausgeber der Reihe Edition Rechtsextremismus bei Springer VS.

## Schriften (Auswahl)
- Gegen den Zivilismus. Internationale Beziehungen und Militär in den politischen Konzeptionen der extremen Rechten (= Forschung Politik). VS Verlag für Sozialwissenschaften, Wiesbaden 2006, ISBN 978-3-531-15007-9.
- mit Tanja Thomas (Hrsg.): Banal Militarism – Zur Veralltäglichung des Militärischen im Zivilen (= Cultural studies. Bd. 13). Transcript, Bielefeld 2006, ISBN 3-89942-356-9.
- mit Rikke Schubart, Debra White-Stanley, Tanja Thomas (Hrsg.): War Isn't Hell, It's Entertainment. Essays on Visual Media and the Representation of Conflict. McFarland, Jefferson 2007, ISBN 978-0-7864-3558-6.
- mit Christian Dornbusch (Hrsg.): 88 Fragen und Antworten zur NPD. Weltanschauung, Strategie und Auftreten einer Rechtspartei – und was Demokraten dagegen tun können. Wochenschau Verlag, Schwalbach 2008, ISBN 978-3-89974-365-4.
- mit Martina Thiele, Tanja Thomas (Hrsg.): Medien – Krieg – Geschlecht. Affirmationen und Irritationen sozialer Ordnungen (= Medien – Kultur – Kommunikation). VS Verlag für Sozialwissenschaften, Wiesbaden 2009, ISBN 978-3-531-16730-5.
- mit Bente Gießelmann, Robin Heun, Benjamin Kerst, Lenard Suermann (Hrsg.): Handwörterbuch rechtsextremer Kampfbegriffe. Wochenschau Verlag, Schwalbach 2015, ISBN 978-3-7344-0155-8.
- mit Martin Langebach, Alexander Häusler (Hrsg.): Handbuch Rechtsextremismus (= Edition Rechtsextremismus). Band 1: Analysen. Springer VS, Wiesbaden 2016, ISBN 978-3-531-18502-6.
- mit Hendrik Puls (Hrsg.): Rechtsterrorismus in der alten Bundesrepublik. Historische und sozialwissenschaftliche Perspektiven, Springer VS, Wiesbaden 2023, ISBN 978-3-658-40505-2
- mit Matthias Quent (Hrsg.): Rechtsextrem, das neue Normal? Die AfD zwischen Verbot und Machtübernahme. Piper, München 2024, ISBN 978-3-492-07317-2.[1]